# 瓦德胡克
瓦德胡克（荷蘭語：Waadhoeke）是荷蘭弗里斯蘭省的一個市镇，位於荷蘭北部。该市镇創建於2018年1月1日，由原市镇弗拉讷克拉代尔、梅纳尔迪马代尔、海特比爾特外加利滕瑟拉代尔的一部分地區合併而成。

## 外部連結
- 维基共享资源上的相關多媒體資源：瓦德胡克
- 官方网站